# Molenbiotoop

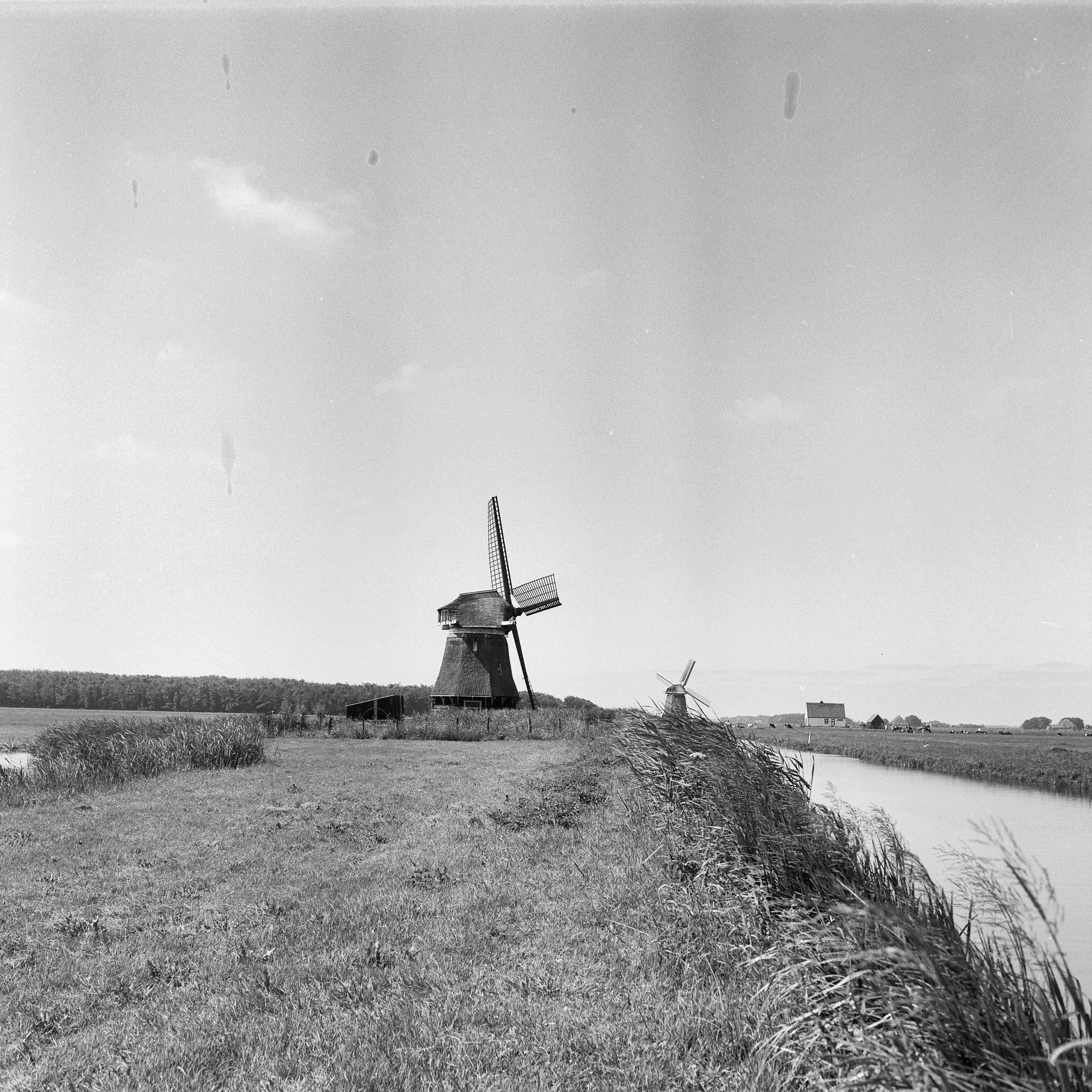
Molen P van de Zijpe- en Hazepolder in een open landschap

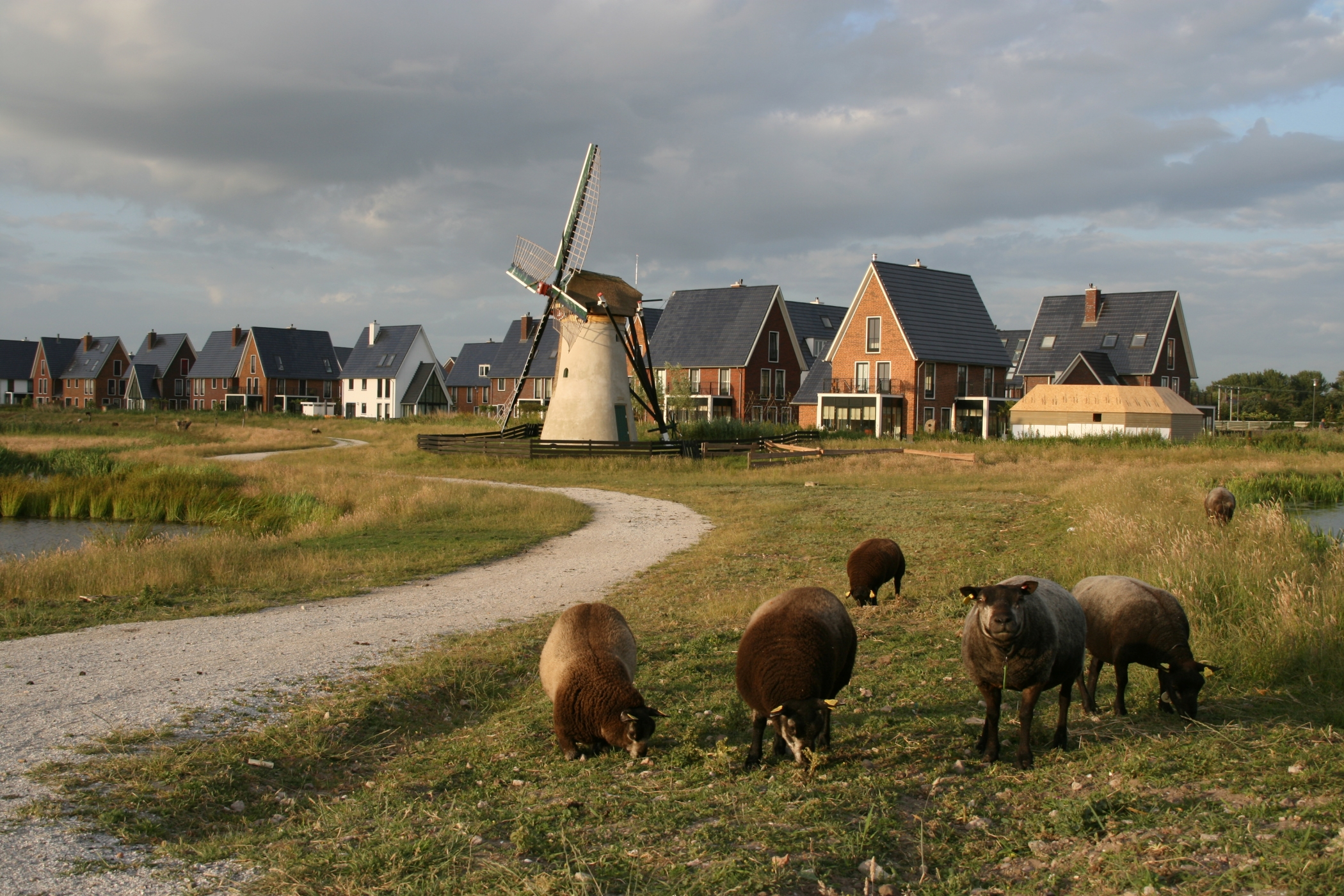
Molen 't Poeltje in Warmond, met daarachter de oprukkende nieuwbouw. (foto uit 2008, inmiddels is de biotoop nog verder verslechterd)

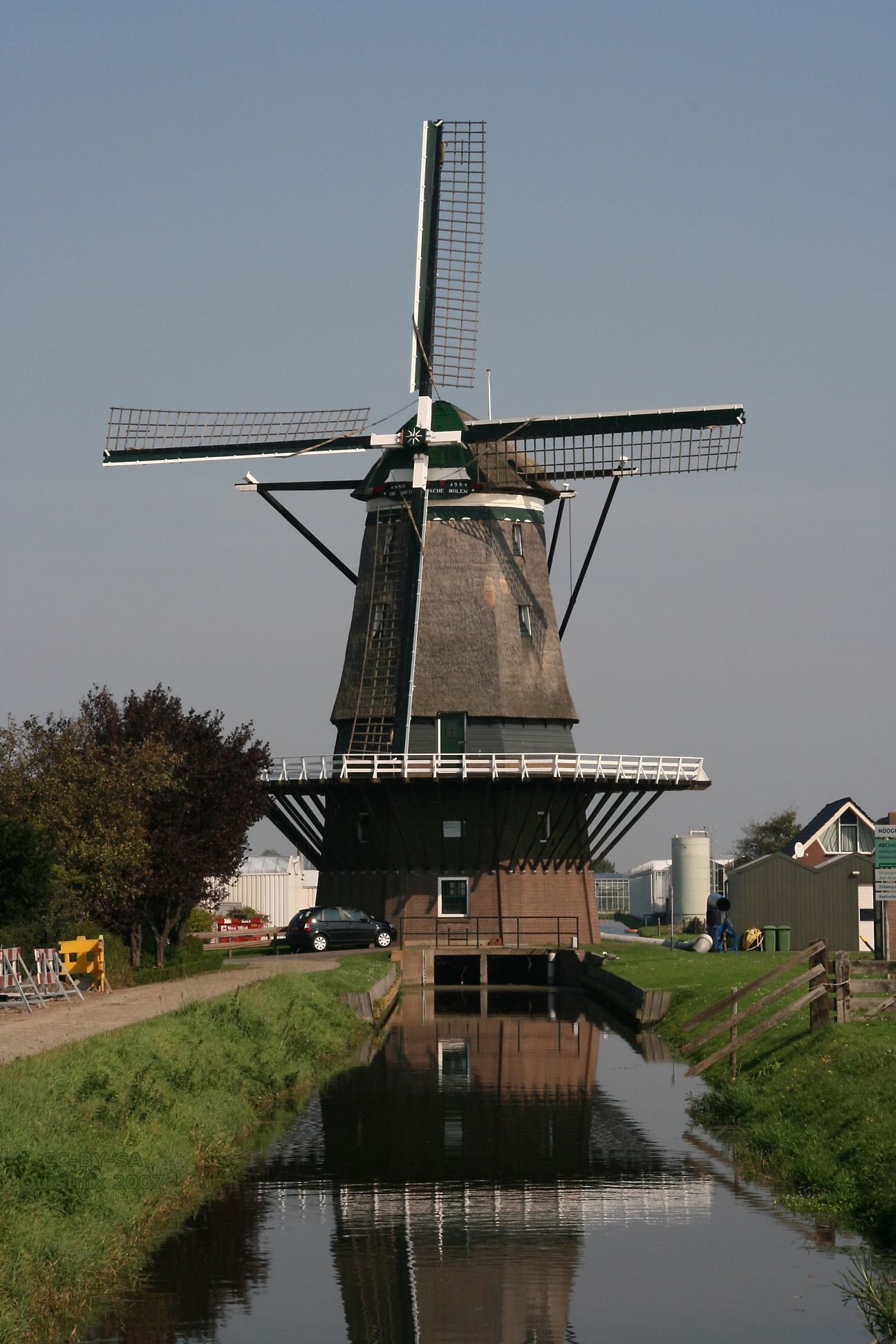
De Nieuwlandse Molen is in 1988 verhoogd. Het windrecht werd afgekocht en rondom de molen konden kassen worden gebouwd

Het begrip molenbiotoop wordt gebruikt om de omgeving waarin een molen functioneert aan te duiden. Doordat biotoop letterlijk "leefomgeving" betekent, is het woord hier dus in figuurlijke zin gebruikt. Een molenbiotoop kent een aantal elementen, waarbij echter steeds de open ruimte en de vrije toegankelijkheid een grote rol spelen.
Het begrip Molenbiotoop werd voor het eerst gebruikt door de heer E. Smit jr. in 1973. Naar verluidt heeft de heer Smit de uitdrukking Molenbiotoop ontleend aan de vogelbescherming, met de verklaring dat een bepaalde vogelsoort het best gedijt in een bepaalde biotoop.

## Windvang
Een windmolen kan niet functioneren zonder een vrije windtoevoer. In vroeger tijden werden molens doorgaans gepacht, en in ruil voor de pachtsom verleende de heer het zogenaamde "windrecht" aan de pachter. Dit hield in dat binnen een zekere afstand van de molen geen bouwsels of begroeiing de wind mochten belemmeren. Naarmate de bebouwing toch oprukte, moest naar oplossingen worden omgezien. Vaak werd de molen verhoogd, hetzij aan de onderkant (hij moest dan worden opgetild), hetzij van boven. Soms werd een molen ook in zijn geheel verplaatst. Bij houten bouwwerken was dat relatief eenvoudig. Toen de stenen molen De Eersteling in 1977 als eerste in zijn geheel werd getransporteerd, was dit een technisch kunststuk. Inmiddels zijn meerdere windmolens verplaatst. Het belang van een goede windvang is groot, aangezien het vermogen dat een windmolen levert, evenredig is met de derde macht van de windsnelheid. Dit betekent dat een vermindering van de windsnelheid van 10% het vermogen doet afnemen tot ca. 73% van het vermogen zonder windbelemmering.
Anno 2008 kunnen in Nederland in bestemmingsplannen beschermende regels worden opgenomen. Doorgaans zijn deze van toepassing tot op een afstand van 400 meter van de molen.

### Biotoopformule
Een eerste benadering om te constateren of de windvang belemmerd wordt, is uitgaan van de 1:100 regel, dat wil zeggen per 100 meter mogen obstakels maximaal 1 meter boven de grond uitsteken. Deze eerste benadering is in 1946 door de Vereniging De Hollandsche Molen geïntroduceerd.
Het effect van obstakels tot een afstand van 100 meter is zeer groot. De eerste 100 meter rond een windmolen moeten bij voorkeur geheel vrij van obstakels zijn. In het dichtbevolkte Nederland van de 21e eeuw is zoiets echter lastig te realiseren.
Om preciezer te kunnen bepalen of de windvang wordt belemmerd en omdat de eerste benadering niet overal haalbaar bleek, is door de Vereniging De Hollandsche Molen in 1982 de biotoopformule ontwikkeld. Deze formule luidt:
H(x) = x/n + c*z
Waarin:
- x: horizontale afstand tot de molen
- H(x): maximale hoogte van een obstakel op afstand x
- n: constante (open gebied: n=140; ruw gebied: n=75; gesloten gebied: n=50)
- c: constante = 0,2
- z: ashoogte

## Beveiliging
Bij slecht weer moet een molen tijdig stil kunnen worden gezet; dit voorkomt gevaarlijke situaties. Ook daarom is het van belang dat er geen grote hindernissen in de buurt aanwezig zijn: die kunnen immers het zicht, en daarmee een juiste inschatting van weersveranderingen, belemmeren.

## Zichtbaarheid
Het Hollands landschap wordt allerwegen geassocieerd met molens. Wil een molen goed tot zijn recht komen in dat landschap, dan zijn opnieuw bouwsels of groeisels die het zicht belemmeren, een storend element. Hetzelfde geldt voor structuren op de achtergrond; zo kunnen industriële bouwsels de horizon vervuilen en het effect van een landschappelijke molen tenietdoen.

## Cultuurhistorische situatie
Ook op cultuurhistorische gronden is het gewenst dat een molen in een vrije ruimte staat. Anders valt immers niet meer goed waar te nemen hoe de molen in zijn vrije omgeving functioneerde.

## Logistiek
Aan- en afvoer waren bij molens van eminent belang, toen hun economisch nut nog groter was dan nu. Een watermolen had een vrije toevoer van water nodig; bij een windmolen moest een goede aanvoer van bijvoorbeeld graan en een gemakkelijke afvoer van meel gewaarborgd zijn. Bij restauratie van molens wordt er vaak voor gepleit die bereikbaarheid in stand te houden en aldus het karakter van de molen te benadrukken.